# Jan Tokarzewski-Karaszewicz
Jan Tokarzewski-Karaszewicz, właściwie Jan Stefan Maria Tokarzewski-Karaszewicz, ukr. Ян (Іван-Степан-Марія) Токарже́вський-Караше́вич (ur. 12 czerwca?/24 czerwca 1885 we wsi Czabanówka (powiat uszycki w guberni podolskiej), zm. 18 listopada 1954 w Londynie) – ukraiński działacz polityczny, historyk, heraldyk, dyplomata, książę.
Pieczętował się po rodowodzie herbem Trąby. Po ukończeniu Uniwersytetu we Fryburgu Bryzgowijskim zarządzał własnym majątkiem. W latach 1918–1921 w służbie dyplomatycznej Ukraińskiej Republiki Ludowej:
- sierpień 1919 – marzec 1920 doradca poselstwa ukraińskiego w Wiedniu i Konstantynopolu
- do końca 1920 – ambasador w Konstantynopolu
- styczeń 1922 – 3 września 1924 wiceminister spraw zagranicznych i kierownik Ministerstwa Spraw Zagranicznych URL na emigracji w Tarnowie.

Od 1924 przebywał w Paryżu, gdzie założył Francuskie Towarzystwo Ukrainoznawcze, oraz stowarzyszenie „France-Orient”, był też przewodniczącym Międzynarodowego Instytutu Heraldycznego. Od 1936 w Rzymie, od 1948 w Londynie. Pochowany na cmentarzu Gunnersbury w Londynie, w 1978 prochy przeniesiono na ukraińską nekropolię South Bound Brook w New Jersey.
Był kuzynem generała Michała Tokarzewskiego-Karaszewicza.